# Nučice (Kelet-prágai járás)
Nučice település Csehországban, a Kelet-prágai járásban. Nučice Oleška, Výžerky, Konojedy, Prusice és Barchovice településekkel határos. Lakosainak száma 380 fő (2024. január 1.).

## Népesség
A település lakosságának változását az alábbi diagram mutatja:
| Lakosok száma | 453  | 488  | 415  | 287  | 269  | 337  | 382  | 383  | 366  | 380  |
|               | 1869 | 1890 | 1921 | 1950 | 1980 | 2001 | 2017 | 2019 | 2022 | 2024 |